# Enrico Caviglia
Enrico Caviglia (Finale Ligure, 1862. május 4. – Finale Ligure, 1945. március 23.) olasz tábornok és az első világháborút követően politikusként az Olasz Királyság hadügyminisztere volt.

## Élete
Enrico Caviglia 1862. május 4-én született egy középosztálybeli hajós- és kereskedőcsaládban, Finale Ligurén, Pietro Caviglia és Antonia Saccone gyermekeként. 1877. október 1-jén Milánóban katonai végzettséget szerzett, majd további két alkalommal folytatta a katonai tanulmányait. 1884-ben a 20. ezred tüzérhadnagyává nevezték ki. 1888 és 1889 között, illetve 1895 és 1897 között részt vett az Olasz Királyság afrikai gyarmati harcaiban, Eritreában. Ez utóbbi alkalommal, 1896. március 1-jén részt vett az aduai csatában, amely katasztrofális olasz vereséggel végződött. Saját szerepének tisztázása érdekében Caviglia vizsgálatot kért, amely személyét érintően minden kétséget eloszlatott.
1911 és 1912 között részt vett az olasz-török háborúban. 1914. február 1-jén előléptették ezredessé, 1915. augusztus 31-én pedig dandártábornokká. 1915 és 1918 között katonaként részt vett az első világháborúban. 1917. június 14-én előléptették altábornaggyá. 1919. január 18-án kinevezték hadügyminiszternek. Ezt a megbízatást 1919. június 23-ig töltötte be. Pályafutása során számos kitüntetést kapott. 1929 után részt vett néhány képviselőtestület munkájában. 1945. március 23-án hunyt el Finale Liguréban.